# Diphasiopsis
Diphasiopsis es un género con dos especies de plantas de flores perteneciente a la familia Rutaceae. 

## Especies seleccionadas
- Diphasiopsis fadenii
- Diphasiopsis whitei